# مراقب (فیلم ۲۰۰۷)
مراقب (به انگلیسی: The Lookout) یک فیلم در ژانر جنایی محصول سال ۲۰۰۷ است که نخستین تجربهٔ کارگردانی اسکات فرانک به‌شمار می‌رود، و ستارگانی مانند جوزف گوردون-لویت، جف دانیلز، متیو گود و ایلا فیشر در آن ایفای نقش می‌کنند.
مراقب توسط برنبام / باربر، لورنس مارک، پارکس/مکدونالد پروداکشنز، اسپای‌گلس اینترتیمنت و میرامکس فیلمز تولید شده‌است. میرامکس این فیلم را در ایالات متحده و استودیو سینمایی والت دیزنی به جاهای دیگر توزیع می‌کند.

## بازیگران
- جوزف گوردون لویت در نقش کریس پرت
- جف دانیلز در نقش لویس
- متیو گود در نقش گری اسپارگو
- آیلا فیشر در نقش لوولی لیمونز، زنی که گری از او برای اغوا کردن کریس استفاده می‌کند
- کارلا گوجینو در نقش جنت ، کارگر کریس
- بروس مک‌گیل در نقش رابرت پرت، پدر کریس
- آلبرتا واتسون در نقش باربارا پرت، مادر کریس
- الکس بورستین در نقش خانم لانگ
- سرجیو دی زیو در نقش معاون تد
- دیوید هیوبند در نقش آقای توتل
- لورا وندرورت در نقش کلی
- گریگ دانهام در نقش بون
- مورگین کلی در نقش مارتی
- ارون برگدر نقش کورک

## بازخورد
فیلم مواظب مورد تحسین منتقدان قرار گرفت و در راتن تومیتوز با ۱۶۷ نقد و بررسی امتیاز ۸۷٪ نمره کسب کرده‌است. این فیلم به دلیل بازیگران عالی گروه و شخصیت‌های پیچیده و واقع بینانه آن‌ها مشکوک و تأثیرگذار معرفی شده‌است، و با امتیاز ۷۳/۱۰۰ در متاکریتیک (با ۳۳ نقد) و «بی» در یاهو موویز (۱۳ بررسی) قرار دارد.
ریچارد روپر و لئونارد مالتین از این فیلم به عنوان «بهترین فیلم» نیمه اول سال ۲۰۰۷ یاد کردند.
مراقب، برنده جایزه بهترین ویژگی اول در جوایز ایندیپندنت اسپیریت ۲۰۰۸ شد.